# Ciao (sito web)
Ciao è stato un sito web di proprietà dell'azienda Shopping Guide GmbH in cui gli utenti potevano pubblicare le proprie recensioni su diversi prodotti e servizi. L'inserimento dei prodotti e servizi commerciali da recensire veniva controllato dall'azienda che gestisce il sito, che ricavava proventi dalla pubblicità dei prodotti stessi.
Esistevano diverse sezioni del portale rivolte ai consumatori di varie nazioni europee, tra cui l'Italia.
La Community di Ciao recensiva numerosi prodotti e servizi a beneficio di altri consumatori e di società di ricerche di mercato. Grazie alla combinazione delle recensioni dei consumatori e delle informazioni aggiornate sui prezzi che provengono da siti di e-commerce, Ciao era diventata una delle fonti per la guida allo shopping su internet. I membri italiani di Ciao scrivevano in media 6.000 recensioni al mese su prodotti aggiornati. Il Ciao Café è un forum in cui i membri hanno inoltre la possibilità di discutere temi attuali o scambiarsi informazioni.
L'azienda proprietaria, Shopping Guide GmbH, è una società di ricerche di mercato che deriva i propri guadagni dalla pubblicità presente nel sito (inclusi i link ai siti di e-commerce) e dalla vendita ad altre società di ricerche di mercato delle informazioni sulle abitudini e preferenze degli utenti del sito. È previsto che gli utenti cedano i diritti sulle recensioni di cui sono autori, ma malgrado questo ne mantengano la responsabilità. Come compenso ne ricevono, in qualche caso, piccole somme di denaro, sotto forma di "premi".
Ciao GmbH fu fondata nell'estate del 1999 a Monaco da Frederick Paul e Max Cartellieri. La compagnia contava approssimativamente 170 impiegati, che lavoravano nei sei uffici distribuiti per tutta l'Europa e con sede rispettivamente a Monaco, Londra, Parigi, Madrid, Amsterdam e Timisoara (Romania), più altri 5 impiegati negli Stati Uniti. Oltre al portale d'opinione Ciao.com, la società gestisce una seconda area commerciale che si occupa soprattutto dell'accesso dei consumatori. Come impresa che lavora come fornitore di servizi per molte agenzie di ricerca di mercato, infatti, ha lo scopo di facilitare l'accesso online a specifici gruppi di persone.
Nell'aprile del 2005 Ciao è stato acquistato per 154 milioni di dollari da Greenfield Online, un'azienda statunitense di sondaggi online nel settore della ricerca di mercato e della consulenza aziendale.
Nella fine dell'agosto del 2008, Microsoft offre 486 milioni di euro a Greenfield Online, per l'acquisto di Ciao. La stessa Microsoft afferma che il rilevamento del portale, fa parte di una strategia commerciale più ampia di partecipazione nel settore dell'e-commerce.
L'azienda che gestisce ciao.it e le sue filiali internazionali è Shopping Guide GmbH.
Nel 2018 Ciao viene chiuso senza fornire spiegazioni agli utenti, ma il suo url "ciao.it" venne poi riacquistato da Kelkoogroup.com per la pubblicazione di un sito comparatore di prezzi. 